# Juliana Passari
Juliana da Silva Passari (Matão, 23 de março de 2000) é uma jogadora de futebol brasileira.

## Biografia e carreira
Passari é natural de Matão, no interior de São Paulo. Ela começou a jogar futsal aos sete anos. Iniciou no futebol aos doze anos, jogando apenas com meninos. Aos treze, a atleta foi convocada, pela pimeira vez, para a Seleção Brasileira Sub-15.
Seu primeiro clube foi a Ferroviária-SP, no qual atuou entre os anos de 2016 e 2018, sendo que no último ano no time, Passari conquistou o Sul-Americano Sub-20 de 2018.
Em 2019, transferiu-se para o Palmeiras no qual integrou a equipe de campeãs da Copa Paulista de 2019 e 2021, Copa Libertadores de 2022, Campeonato Paulista de 2022.
Em sua temporada de estreia no Palmeiras, ela sofreu uma lesão ligamento cruzado anterior do joelho direito enquanto estava com a Seleção Brasileira Sub-20. Em setembro de 2020, ela teve, novamente, a mesma lesão. Retornou em agosto de 2021, quando rompeu o ligamento do joelho esquerdo.